# Кошево (Новосибірська область)
Кошево (рос. Кошево) — селище у Мошковському районі Новосибірської області Російської Федерації.
Входить до складу муніципального утворення Сокурська сільрада. Населення становить 206 осіб (2010).

## Історія
Згідно із законом від 2 червня 2004 року органом місцевого самоврядування є Сокурська сільрада.

## Населення
| 2002 | 2007 | 2010 |
| ---- | ---- | ---- |
| 244  | ↘241 | ↘206 |